# 王訓 (永樂進士)
王訓（？—1406年），江西庐陵人。明朝翰林，永樂甲申進士，授庶吉士，早卒。

## 生平
永樂二年（1404年），王訓中式甲申科二甲第六十一名進士，授庶吉士。明成祖命解縉選士，王訓中選，入文淵閣。永樂四年（1406年），王訓早逝。